# El nostre petit gran casament
El nostre petit gran casament (títol origianl en francès, Notre tout petit petit mariage) és una pel·lícula de comèdia francesa de 2023 dirigida per Frédéric Quiring. S'ha doblat i subtitulat al català.

## Repartiment
- Ahmed Sylla: Max
- Camille Lou: Lou
- Marc Riso: Paul
- Barbara Bolotner: Jennifer
- Grégoire Bonnet: Charles
- Anne Caillon: Mathilde
- Lola Marois: Océane
- Denis Mpunga: François-Louis
- Marie-Sohna Condé: Quitterie
- Andréa Ferréol: Yvette
- Anne Benoît: Madame Lanoix